# Hugo Haase

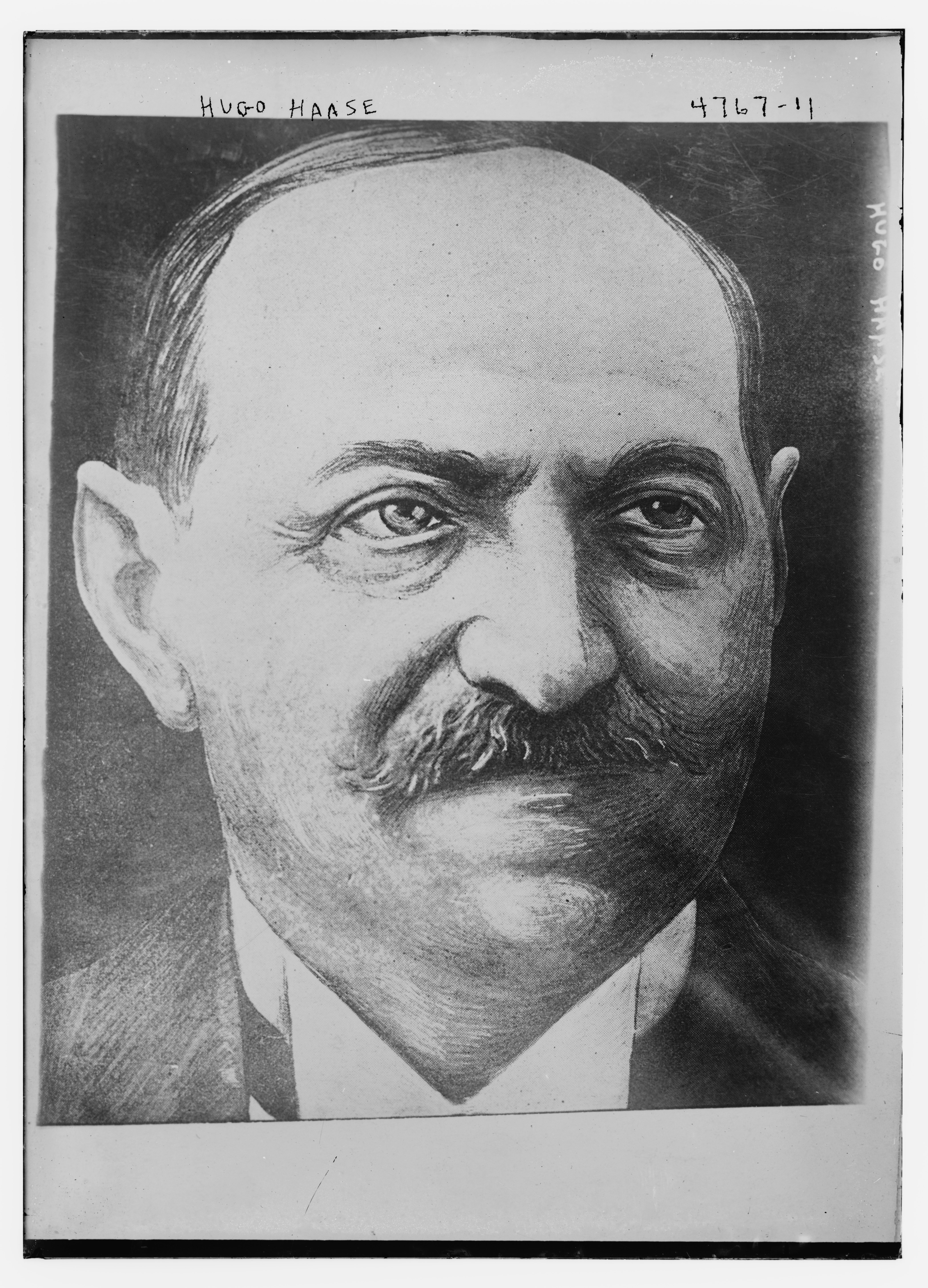
Hugo Haase (Zeichnung, 1915)

Hugo Haase (* 29. September 1863 in Allenstein, Ostpreußen; † 7. November 1919 in Berlin) war ein deutscher Jurist, sozialdemokratischer Politiker und Pazifist.
Als Rechtsanwalt verteidigte er viele politisch verfolgte Sozialdemokraten und Sozialisten, darunter Otto Braun, Rosa Luxemburg, Karl Liebknecht und Ernst Toller. Dem Reichstag gehörte er von 1897 bis 1907 und von 1912 bis 1918 an. Er war von 1911 bis 1916 einer der beiden Vorsitzenden der Sozialdemokratischen Partei Deutschlands (SPD) und von 1912 bis 1916 einer der beiden Fraktionsvorsitzenden der SPD im Reichstag.
Als Gegner der Kriegspolitik des SPD-Vorstands aus Fraktion und Partei ausgeschlossen, gründete er 1917 mit seinen Anhängern die Unabhängige Sozialdemokratische Partei Deutschlands (USPD), deren Vorsitzender er bis 1919 war. Nach der Novemberrevolution 1918 gehörte er für zwei Monate (10. November bis 29. Dezember 1918) dem Rat der Volksbeauftragten an. Darin war er laut Koalitionsvertrag mit Friedrich Ebert gleichberechtigter Vorsitzender. Er trat zurück, weil die Regierung gewaltsam gegen die Volksmarinedivision vorgegangen war. Im Januar 1919 in die Weimarer Nationalversammlung gewählt, wurde er dort Fraktionsvorsitzender der USPD.
Hugo Haase starb an den Folgen eines am 8. Oktober 1919 auf ihn verübten Attentats.

## Leben

### Rechtsanwalt und Sozialdemokrat in Königsberg
Hugo Haase wurde als Sohn eines jüdischen Schuhmachers und Kleinhändlers in Allenstein geboren. Nach dem Abitur an der Herzog-Albrechts-Schule in Rastenburg studierte er Rechts- und Staatswissenschaften an der Albertus-Universität in Königsberg und war dort zwischen 1890 und 1911 als Rechtsanwalt niedergelassen. Er war Journalist bei der Königsberger Volkszeitung und der erste und einzige sozialdemokratische Rechtsanwalt Ostpreußens. In vielen Prozessen verteidigte er Landarbeiter, die von Großgrundbesitzern und Behörden in einem beinahe rechtlosen Zustand gehalten wurden, oder die sich gegen Polizisten gewehrt hatten. In Dutzenden von Prozessen verteidigte er politisch verfolgte Sozialdemokraten, meist Journalisten, die wegen ihrer kritischen Artikel oft wegen Beleidigung angeklagt wurden.
Seit 1887 gehörte Haase der SPD an. Wie sein Freund Karl Kautsky rechnete er sich zum so genannten zentristischen Parteiflügel, der im Revisionismus-Streit versuchte, zwischen Revisionisten und Marxisten zu vermitteln. Das galt allerdings nur für die politische Praxis. Auf der Ebene der Theorie bekämpfte Haase den Revisionismus „mit Feuer und Schwert“ (E. Dombrowski). Carl E. Schorske nennt ihn einen „erprobten und wahren Vertreter der Erfurter Ideologie“, womit er das Prinzip des Erfurter Programms der SPD von 1891 meint, aus einer marxistischen Interpretation von Gesellschaft und Geschichte praktische Forderungen für den politischen Alltag abzuleiten.
1894 wurde Haase unter den Bedingungen des Dreiklassenwahlrechts und in nicht geheimer Wahl als erster Sozialdemokrat in die Stadtverordnetenversammlung von Königsberg gewählt. 1897 wurde er in einer Nachwahl für den Reichstagswahlkreis Regierungsbezirk Königsberg 3 (Königsberg-Stadt) in den Reichstag des Kaiserreiches gewählt. Bei der Reichstagswahl 1907 gelang es ihm nicht, erneut den Wahlkreis zu gewinnen. Nach seiner Rückkehr in den Reichstag 1912 wurde er neben Philipp Scheidemann SPD-Fraktionsvorsitzender im Reichstag.

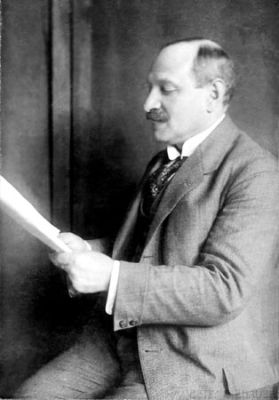
Hugo Haase (1905)

1904 wurde Haase durch den Königsberger Geheimbundprozess reichsweit bekannt. Gemeinsam mit seinem Kollegen Karl Liebknecht erreichte er einen Freispruch für neun preußische Sozialdemokraten, darunter den späteren preußischen Ministerpräsidenten Otto Braun, denen die preußische Regierung den Schmuggel „anarchistischer“ Schriften nach Russland vorgeworfen hatte. Haase deckte dabei die Zusammenarbeit der preußischen Regierung mit dem zaristischen russischen Geheimdienst auf. Das Gericht folgte schließlich weitgehend Haases Argumentation, dass das Einschleusen sozialdemokratischer Schriften nach Russland nach deutschem und auch nach russischem Strafrecht überhaupt nicht strafbar war. Otto Braun hatte vor dem Prozess sechs Monate lang unschuldig in Untersuchungshaft gesessen. Dieser Anlass wurde zu einem starken Motiv Haases, 1906 weitgehende Reformen des deutschen Strafrechts zu fordern (siehe Folgeabschnitt).
In der Massenstreikdebatte von 1906 äußerte sich Haase nicht öffentlich, kritisierte aber intern die Haltung der Gewerkschaften und August Bebels, politische Massenstreiks auszuschließen. Auf dem Magdeburger Parteitag 1910 wandte sich Haase vehement (und dort übereinstimmend mit Bebel) gegen die Haltung der badischen Sozialdemokraten, namentlich von Ludwig Frank, die dem Budget der liberalen badischen Regierung im Landtag zugestimmt hatten. Eine solche Zustimmung zur Politik des bürgerlichen Staates verstieß nach Haases Auffassung gegen sozialdemokratische Grundprinzipien.
Als Haase 1911 zum SPD-Vorsitzenden gewählt worden war, gab er seine gut gehende Anwaltskanzlei in Königsberg auf und eröffnete unter erheblichen finanziellen Opfern eine neue Kanzlei in Berlin.

### Haase und die Strafrechtsreform
Hugo Haase hielt im September 1906 auf dem Mannheimer Parteitag der SPD ein umfassendes kritisches Referat über das deutsche Strafrecht, in dem er zahlreiche Reformvorschläge machte. Er forderte unter anderem die Abschaffung der Straftatbestände Majestätsbeleidigung, „Verächtlichmachung von Staatseinrichtungen“ und „Aufhetzung zum Klassenhass“. Haase: „Es besteht kein Zweifel, dass wir in Deutschland eine Klassenjustiz haben.“ Die Richter bestraften aber ihre Kritiker willkürlich und rücksichtslos. Er forderte, dass streikende Arbeiter nicht mehr wegen Erpressung oder Hausfriedensbruch verurteilt werden könnten. Stattdessen sei fahrlässige Tötung durch mangelhafte Arbeitssicherheit in Fabriken unter Strafe zu stellen. Die Richter müssten vom Volk gewählt werden, auch von den Frauen. Er kritisierte die Willkür bei der Verhängung von Untersuchungshaft, vor allem den Haftgrund der Verdunkelungsgefahr, der im angelsächsischen Strafrecht unbekannt sei. Haase kritisierte „Kautschukparagrafen“, die den Richtern freie Hand für drakonische Willkürurteile ließen. Die Untersuchungshaft werde in der Praxis genutzt, um Streikführer ohne Prozess und Urteil aus dem Verkehr zu ziehen.
Die stetig wachsende Zahl der Verurteilten vor allem bei Eigentumsdelikten war nach Haase ein Symptom für wachsende soziale Not. „Von allen Kriminalpolitikern wird anerkannt, dass gegenüber den Verbrechern unser geltendes Strafrecht machtlos ist.“ Haase berief sich auf den Justizreformer Franz von Liszt und forderte eine milde Bestrafung von Tätern, die aus sozialer Not heraus gestrauchelt seien. Alkoholismus, Prostitution und Verwahrlosung von Kindern seien Erscheinungen des Massenelends, die aus der Klassenstruktur der Gesellschaft hervorgingen. Allerdings distanzierte sich Haase von der These Friedrich Engels’, dass es in einem sozialistischen Gemeinwesen keine Verbrechen mehr geben werde. Haase schlug den Bogen vom Strafrecht zur Bildungspolitik, einem anderen großen Thema des Parteitags. „Wir verlangen eine derartige Ausgestaltung der Volksschulen, dass sie geeignet sind, auf Gemüt und Verstand der Schüler veredelnd einzuwirken.“
Für das Strafsystem forderte Haase, kurze Haftstrafen abzuschaffen, weil sie das Verbrechen eher förderten. Stattdessen seien sozial gestaffelte Geldstrafen oder Bewährungsstrafen sowie spezielle Jugendstrafen vorzuziehen. Der Staat habe sich um die Resozialisierung von entlassenen Straftätern zu kümmern, damit sie nicht rückfällig würden. Für den Strafvollzug forderte Haase, das Schweigegebot und brutale Disziplinarstrafen abzuschaffen und Fortbildungsmöglichkeiten für die Häftlinge zu schaffen.
Haases Referat löste stürmischen Beifall aus. Auf Antrag von Paul Singer verabschiedete der Parteitag Haases Thesen en bloc als Resolution. In den folgenden Jahren griffen Juristen und Journalisten Haases Forderungen zur Strafrechtsreform wiederholt auf, so Wolfgang Heine 1906, Siegfried Weinberg 1908, Michael Surski 1908, vor allem aber Gustav Radbruch 1908–1911. Einzelne seiner Forderungen wurden auch von Professoren geteilt, die im Auftrag der Reichsregierung 1905–1907 Möglichkeiten einer Strafrechtsreform untersuchten. 1909 debattierte der Reichstag erste Reformvorschläge, die in Haases Richtung gingen. Beschlossen wurden sie jedoch erst 1912. Gustav Radbruch brachte Haases Forderungen 1921 ins Görlitzer Programm der SPD ein und als Justizminister der Weimarer Republik in viele Strafrechtsdebatten der Jahre 1922 bis 1930.

### SPD-Vorsitzender

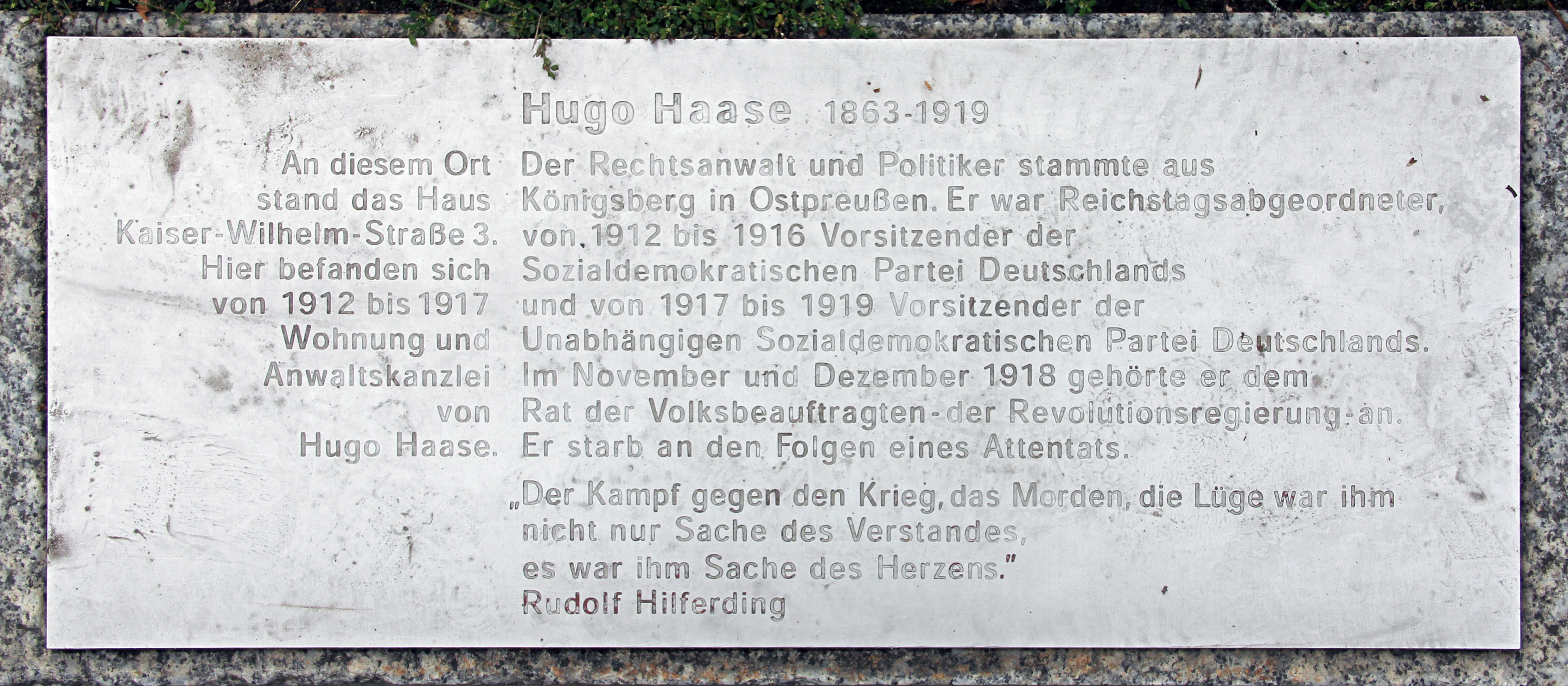
Gedenktafel, Karl-Liebknecht-Straße 4, in Berlin-Mitte

Nach dem Tod Paul Singers 1911 wählte der SPD-Parteitag in Jena im September 1911 Hugo Haase zum Mitvorsitzenden der SPD, neben dem langjährigen Vorsitzenden August Bebel. Haase war im rechten Flügel der Partei umstritten, da er auf dem Magdeburger Parteitag 1910 gegen die badischen Genossen Stellung genommen hatte, die das Budget ihrer liberalen Landesregierung im Landtag angenommen hatten. Bei der Abstimmung erhielt Bebel 390 und Haase 283 Stimmen. Friedrich Ebert wurde als Gegenkandidat zu Haase vorgeschlagen, verzichtete auf die Kandidatur; trotzdem wurden für ihn 102 Stimmen abgegeben. Haase stand politisch Bebel und Kautsky nahe.
Haases Mitstreiter Wilhelm Dittmann schrieb in seinen Erinnerungen: „Bebel schätzte Haase sehr als grundsatzfesten Parteigenossen und als scharfsinnigen Juristen… Bei unseren radikalen Freunden galt Haase neben Bebel als der geschickteste und zugleich konzilianteste Führer des linken Flügels der Partei, und auch auf der Rechten wurde er ähnlich eingeschätzt.“
Nach Bebels Tod 1913 wurden Haase und Ebert im September zu gleichberechtigten Parteivorsitzenden gewählt. Die Rivalen Haase und Ebert repräsentierten zwar praktisch die beiden widerstreitenden Parteiflügel; Haase selbst verstand sich aber nicht als Flügelmann, sondern hielt bis 1916 an der Vorstellung fest, er könne die einst in August Bebel verkörperte Einheit der SPD als radikale Oppositionspartei gegen das Kaiserreich und gegen den Imperialismus wiederherstellen. Auch Ebert wurde zunächst nicht als Flügelmann gesehen, weil er sich in politischen Streitfragen zurückhielt.

### Pazifistisches Engagement

#### Wettrüsten und Kriegsgefahr

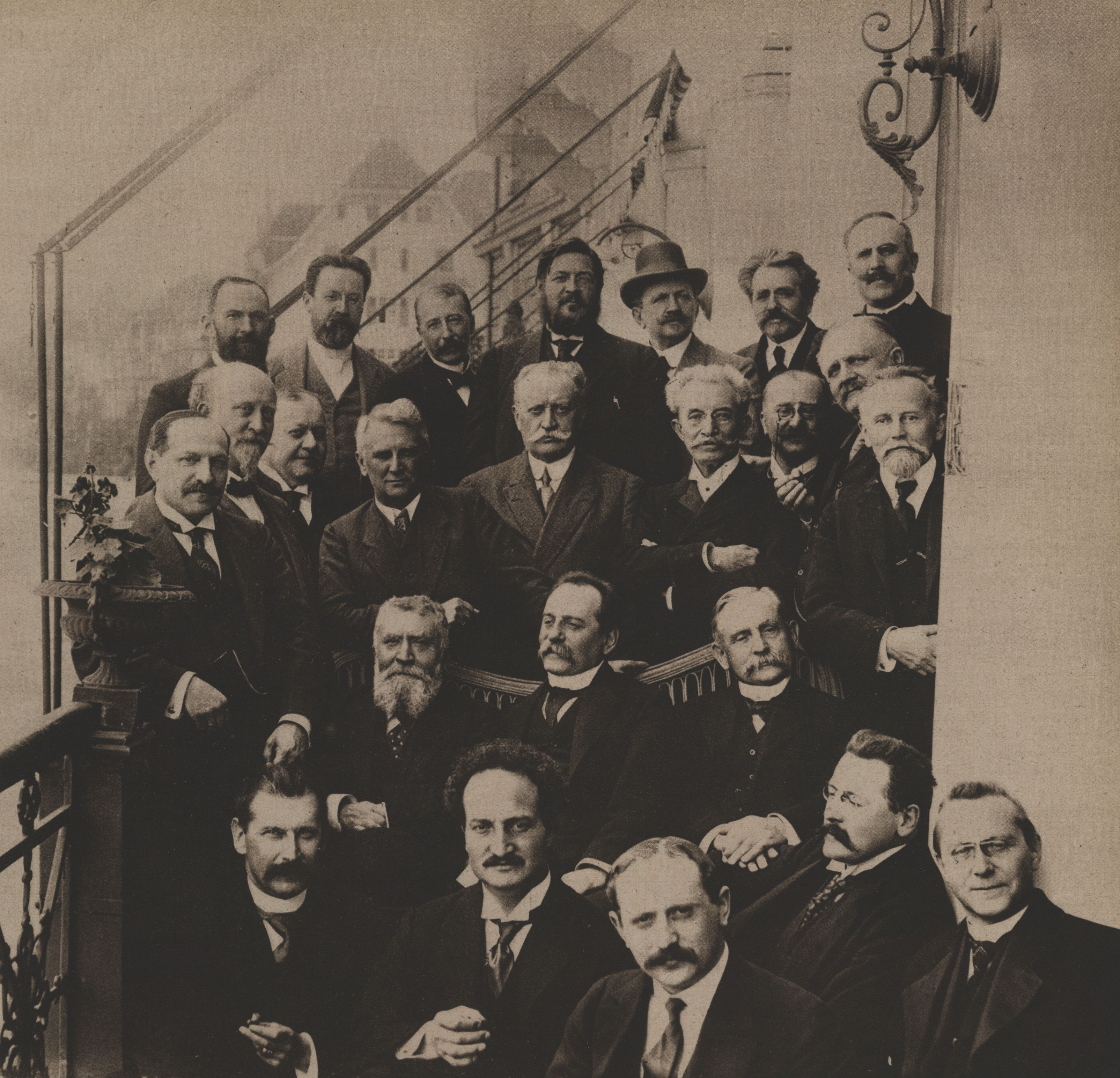
Deutsche und französische Sozialdemokraten am 21. Juni 1914 in Basel. Haase 2. Reihe links außen

Schon seine erste Reichstagsrede widmete Haase am 15. März 1898 dem Thema Militarisierung. Er sprach gegen den Entwurf einer neuen Militärgerichtsverordnung und wandte sich vor allem dagegen, dass die Militärgerichtsbarkeit auf das zivile Leben ausgedehnt werden sollte. 1907 beteiligte er sich als Rechtsberater für August Bebel und Georg von Vollmar an der Formulierung der antimilitaristischen Resolution des VII. Internationalen Sozialistenkongresses, der in diesem Jahr in Stuttgart stattfand. Auf den bisherigen Kongressen der Zweiten Internationale seit 1892 wurde von den Abgesandten verschiedener Staaten gefordert, dass im Kriegsfall Sozialdemokraten in betroffenen Staaten Abwehrmaßnahmen wie Massenstreiks, Generalstreiks oder bewaffnete Aufstände organisieren sollen. Die einzige Parteiführung, die all dies strikt ablehnte, war die deutsche. In Deutschland spiegelte sich das in der damaligen Massenstreikdebatte wider. Der von deutscher Seite unter Mitwirkung Haases eingebrachte Kompromiss hieß nun: „… daß jede Nationalität im gegebenen Falle mit den ihr am wirksamsten scheinenden Mitteln sich gegen den Ausbruch eines Krieges erklären soll …“.
Im Januar 1912 wurde Haase wieder in den Reichstag gewählt. Im April 1912 attackierte er vor dem Reichstag die Heeresvorlage der Regierung Bethmann Hollweg: Die fortgesetzten Rüstungen führten zu einem eskalierenden Wettrüsten und steigerten „die Gefahr des Weltbrandes“. Eine Einschränkung der Rüstungen sei auch im Kapitalismus möglich. Haase forderte bis 1914 immer wieder eine Art internationale Rüstungskontrolle. 1913 legte Bethmann Hollweg dem Reichstag die nächste Wehrvorlage vor. Sie sah eine Erhöhung der Präsenzstärke des Landheeres um 136.000 Mann vor und verlangte dafür und für massive Waffenkäufe fast 1,3 Milliarden Mark an zusätzlichen Mitteln. Haase stellte im Reichstag fest: „Die Heeresvorlage … fordert von dem Volke ungeheuerliche Opfer… Sie übersteigt bei weitem alles, was jemals einem Volke in Friedenszeiten von einer Regierung zugemutet worden ist.“ Bethmann Hollweg verband die Vorlage mit einer Deckungsvorlage, die einen „außerordentlichen Wehrbeitrag“ aller Vermögen über 10.000 Mark vorsah. Da die SPD direkte Steuern für Vermögende immer gefordert hatte, stimmte die SPD-Fraktion nach kontroverser Debatte dieser Deckungsvorlage zu. Rosa Luxemburg und andere kritisierten diese Entscheidung auf dem Jenaer SPD-Parteitag im September 1913 heftig.
Auf dem Chemnitzer Parteitag der SPD im September 1912 hielt Haase das Hauptreferat über den Imperialismus. Dabei stützte er sich auf Rudolf Hilferdings 1910 erschienenes Werk Das Finanzkapital, legte aber den Schwerpunkt auf das Thema Aufrüstung und Kriegsgefahr. Haase sagte, die Jagd der Industriestaaten nach neuen Absatzmärkten, Rohstoffquellen und Kapitalanlagemöglichkeiten treibe sie in immer schärfere internationale Verwicklungen hinein. Im Imperialismus sei „die Gewalt in hervorragendem Maße eine ‚ökonomische Potenz‘“. Haase wandte sich gegen die Ansicht, das Wettrüsten sichere den Frieden: „Der Wettbewerb auf dem Gebiete der Rüstungen muss schließlich entweder zum Weltkrieg oder zum finanziellen Zusammenbruch führen.“ Der Krieg sei aber keineswegs ein unentrinnbares Schicksal. Abrüstungsverhandlungen zwischen den Staaten könnten, so Haase, dem Krieg entgegenwirken; vor allem aber hoffte er darauf, dass das „international verbrüderte Proletariat“ den Krieg verhindern und dafür sorgen könne, dass „Friede, Freiheit, Unabhängigkeit und Wohlfahrt aller Völker“ gediehen.
Auf dem Internationalen Sozialistenkongress 1912 sprach Hugo Haase bei einer Friedenskundgebung im Basler Münster. Er schilderte die Leiden der Bevölkerung in den Kriegsgebieten des Balkankrieges 1912 und rief: „Die Herrschenden sollen wissen, dass das internationale Proletariat aus tiefster Seele den Krieg verabscheut.“ Der nächste Internationale Sozialistenkongress sollte im Sommer 1914 in Wien zusammentreten. Haase bereitete dafür ein Referat vor, in dem er den Gedanken entwickeln wollte, die imperialistische Kriegsgefahr könne durch internationale Schiedsgerichte verringert werden. Dazu kam es nicht mehr. Wegen der Julikrise 1914 wurde der Kongress abgesagt.

#### Erster Weltkrieg
Haase äußerte bereits in der Parteivorstandssitzung am 29. Juni 1914 die Befürchtung, das Attentat von Sarajevo am Vortag könne die allgemeine Kriegsgefahr auf einen neuen Höhepunkt treiben. Erst nach dem österreichischen Ultimatum gegen Serbien am 23. Juli schloss sich die ganze SPD-Führung dieser Einschätzung an. Haase organisierte zahlreiche Antikriegskundgebungen der SPD in Berlin, die jedoch nur im Saale stattfinden durften. Bei mehreren Versammlungen sprach er selbst. Dabei rief er, auf die Balkankriege von 1912/13 Bezug nehmend, aus:

„Noch dampfen die Äcker auf dem Balkan von dem Blute der zu Tausenden Hingemordeten, noch rauchen die Trümmer verheerter Städte, verwüsteter Dörfer, noch irren hungernd arbeitslose Männer, verwitwete Frauen und verwaiste Kinder durchs Land, und schon wieder schickt sich die vom österreichischen Imperialismus entfesselte Kriegsfurie an, Tod und Verderben über ganz Europa zu bringen.“

Am 26. Juli informierte Unterstaatssekretär Wilhelm Drews Haase darüber, dass Deutschland in den Krieg eintreten werde, wenn es zwischen Österreich-Ungarn und Russland zum Krieg kommen sollte. Darüber liegen Tagebuchnotizen Haases vor. Haase widersprach demnach der Einschätzung, dass ein von Österreich provozierter Krieg für Deutschland den Bündnisfall nach dem Dreibund-Vertrag auslöse.
Am 29. Juli, einen Tag nach der österreichischen Kriegserklärung an Serbien, trafen Haase und Karl Kautsky in Brüssel ein letztes Mal mit dem französischen Sozialistenführer Jean Jaurès zusammen. Rosa Luxemburg war als Vertreterin der polnischen Partei dabei. Haase und Jaurès beschworen beide den Friedenswillen ihrer Regierungen. Auch Rosa Luxemburg hielt die deutsche Regierung nicht für kriegsbereit.
Am 31. Juli wurde Jaurès in Paris von einem Nationalisten ermordet. Am gleichen Tag wurde die russische Generalmobilmachung bekannt. Am 2. und 3. August 1914 kämpfte Haase in der SPD-Fraktion gegen eine Annahme der Kriegskredite. Er konnte sich jedoch nicht gegen die Fraktionsmehrheit durchsetzen. Schon am 2. August entschied sich der Fraktionsvorstand mit vier gegen zwei Stimmen für die Bewilligung der Kriegskredite. In der Fraktionssitzung am 3. August sprach Eduard David für und Haase gegen die Bewilligung. Die Fraktion beschloss mit 78 gegen 14 Stimmen die Annahme. Unmittelbar vor der Reichstagssitzung am 4. August zwang die Fraktionsmehrheit ihren Mitvorsitzenden Hugo Haase, den gegen seinen Willen gefassten Beschluss der SPD-Fraktion im Reichstag zu begründen. Dabei benutzte Haase die Formulierung, „die freiheitliche Zukunft“ des deutschen Volkes sei durch einen „Sieg des russischen Despotismus“ bedroht. Auf seine Äußerung „Wir lassen das eigene Vaterland in der Stunde der Gefahr nicht im Stich“ reagierte die kaiserliche Reichsregierung mit der Verkündung des „Burgfriedens“.
Nach dem Scheitern der deutschen Kriegsplanungen Ende 1914 spitzte sich der Konflikt in der SPD immer schärfer zu. Während sich bei David, Ebert, Scheidemann und anderen Tendenzen zeigten, nicht mehr bloß die „Verteidigung“, sondern auch annexionistische Kriegsziele der Regierung zu unterstützen, wandten sich Haase und seine Freunde immer stärker und offener gegen den Krieg und gegen die Kriegspolitik der SPD-Reichstagsfraktion. Als der Reichstag am 20. März 1915 über das Kriegsbudget abstimmte, verließen Haase und weitere 29 Abgeordnete den Saal. Karl Liebknecht und Otto Rühle stimmten gegen das Budget. Am 19. Juni 1915 veröffentlichten Haase, Eduard Bernstein und Karl Kautsky in der Leipziger Volkszeitung ein Manifest gegen den Krieg mit dem Titel Das Gebot der Stunde. Darin griffen sie die expansionistischen deutschen Kriegsziele an und forderten eine entschiedene Opposition der SPD.
Der SPD-Parteiausschuss verurteilte diese Aktion und speziell die Beteiligung des Parteivorsitzenden Haase. Von nun an setzte sich vor allem Ebert für die Ablösung Haases als Partei- und Fraktionsvorsitzender ein. Scheidemann notierte in seinem Tagebuch: „Ebert behandelt ihn [Haase] direkt brutal.“ Im November 1915 war die Opposition gegen den Kriegskurs in der SPD-Fraktion auf über 40 Stimmen angewachsen, und Haase hoffte, bald die Mehrheit auf seine Seite ziehen zu können. Doch die Kriegsbefürworter weigerten sich, Haase im Plenum sprechen und seine abweichende Position vortragen zu lassen. Die Lage spitzte sich zu, als Haase in der Reichstagssitzung vom 9. Dezember das Wort zur Geschäftsordnung ergriff, um den bereits beschlossenen Schluss der Debatte wieder aufzuheben, damit Otto Landsberg als zweiter SPD-Redner sprechen konnte. Dabei griff Haase Reichskanzler Bethmann Hollweg scharf an, der sich annexionistischen Kriegszielen angeschlossen habe. Als Landsberg tatsächlich sprechen durfte, distanzierte sich dieser von Haases Kritik und verteidigte den Reichskanzler gegen dessen Vorwurf. Danach entschloss sich Haase, den Fraktionsvorsitz niederzulegen und am 21. Dezember erstmals im Plenum gegen die Kriegskredite zu stimmen, gemeinsam mit 19 Freunden; 22 weitere Kriegsgegner hatten den Saal verlassen. Am Parteivorsitz hielt Haase zunächst fest.

### Spaltung der SPD
Da sich die Kriegsgegner unter den Bedingungen der Militärzensur außerhalb des Reichstags nicht äußern konnten, entschlossen sich die Kriegsgegner um Haase, am 24. März 1916 im Reichstag gegen die Annahme des Notetats zu stimmen, den die SPD-Fraktion laut Mehrheitsbeschluss annehmen wollte. Haase begründete das, für die Fraktionsmehrheit überraschend, im Plenum. Als er dabei auch auf die Außenpolitik der Reichsregierung und deren Annexionskurs einging, kam es im Reichstag zum Tumult. Philipp Scheidemann beschimpfte Haase während seiner Rede als „Drecksseele“, Friedrich Ebert nannte ihn „schamloser Kerl, frecher Halunke“ – von den bürgerlichen Fraktionen mit Beifall und „Bravo“-Rufen begleitet. Der SPD-Abgeordnete Wilhelm Keil rief „Verräter! Verräter!“ Noch weiter ging der Abgeordnete Julius Kopsch von der Freiheitlichen Volkspartei: „Wieder mal ein Jude, ein Jude, was wollen denn die Juden hier? Bravo Keil!“ Mitglieder der Mehrheit versuchten, Haase gewaltsam am Weiterreden zu hindern. Die Reichstagsmehrheit, darunter einige Fraktionskollegen, beschloss auf Antrag des Präsidiums, Haase das Wort zu entziehen. Danach schloss die SPD-Fraktion mit 58 gegen 33 Stimmen Haase und 17 andere Kriegsgegner wegen ihres „Treubruches“ aus der Fraktion aus. Am 25. März zwangen die anderen Parteivorstandsmitglieder Haase zum Rücktritt als Parteivorsitzender. Die Spaltung der SPD-Fraktion verschaffte Haase zwar größere Freiheit, seine Kritik an der Regierungs- und Kriegspolitik im Reichstag zu vertreten; sie vereitelte aber auch seinen Plan, die Mehrheit der Fraktion für seinen Kurs zu gewinnen. Haases Gegenspieler Eduard David stufte in seinem Kriegstagebuch deshalb diesen Schritt als taktischen Fehler Haases und als Sieg der eigenen Taktik ein. Die Kriegsgegner organisierten sich zunächst in der Sozialdemokratischen Arbeitsgemeinschaft (SAG), deren Vorsitz Haase übernahm. Die Parteiorganisationen in Berlin, Leipzig und Niederrhein schlossen sich mehrheitlich der SAG an, nicht jedoch Karl Liebknecht und Otto Rühle.
Als Liebknecht bei einer illegalen Friedensdemonstration am 1. Mai 1916 verhaftet wurde, setzte sich Haase intensiv für seine Freilassung ein. Kautsky missbilligte die Sympathien seines Freundes Haase für Liebknecht und die Spartakusgruppe, die 1916 aus der im August 1914 gegründeten Gruppe Internationale hervorgegangen war.
Ein letzter Versuch, die Einheit der Partei zu wahren, scheiterte mit der Reichskonferenz im September 1916. Nur mit Mühe konnte die SAG durchsetzen, dass Haase dort überhaupt sprechen durfte. Er erinnerte die Vertreter der Mehrheit an ihre Verantwortung: „Dadurch, dass Sie die Politik der bürgerlichen Klassen unterstützen, sind Sie mitverantwortlich dafür.“ In seiner Schlussrede forderte er vergeblich eine klare Sympathiekundgebung für den verhafteten Liebknecht und äußerte seinen Abscheu über die persönlichen Beschimpfungen, die vor allem Gustav Noske gegen ihn geschleudert hatte.
Im Januar 1917 tagten Vertreter der SAG gemeinsam mit Vertretern der von Liebknecht, Luxemburg, Clara Zetkin und Ernst Meyer gegründeten Spartakusgruppe, die jedoch auf Distanz zur SAG blieb. Die SPD-Führung nahm diese Tagung zum Anlass, Haase und die SAG-Mitglieder aus der Partei auszuschließen und in den Parteibezirken, die sich der SAG angeschlossen hatten, eigene neue Organisationen zu gründen. Vor diesem Hintergrund traf sich die Parteiopposition am 6.–8. April 1917 in Gotha zu einer nicht öffentlichen Konferenz und konstituierte sich dort nach kontroverser Debatte als Unabhängige Sozialdemokratische Partei Deutschlands (USPD). Hugo Haase und Georg Ledebour wurden zu Vorsitzenden der neuen Partei gewählt. Haase begrüßte in mehreren Reden begeistert die russische Februarrevolution 1917. Am 30. März 1917 sprach er im Reichstag erstmals davon, dass auch in Deutschland die Einführung der Republik auf der Tagesordnung stehe.
Die übrige SPD nannte sich im Unterschied zur USPD MSPD (Mehrheits-SPD). Im April 1917 unterstützten Haase und Adolph Hoffmann streikende Arbeiter in Berlin, die nach russischem Vorbild einen Arbeiterrat gewählt hatten. Mitte 1917 schloss sich die Spartakusgruppe der USPD an. Im Herbst 1917 solidarisierte sich Haase im Reichstag mit den Matrosen Albin Köbis und Max Reichpietsch, die wegen Meuterei erschossen worden waren.
Angesichts des militärischen und wirtschaftlichen Versagens des Kaiserreichs stellte Haase während einer Debatte des Reichstags am 23. Oktober 1918 offen die Machtfrage:

„Ein Wirbelsturm geht durch die Welt, und in dieser Zeit, wo alles von unten nach oben sich kehrt, wo die tiefgreifendsten Umwälzungen vor sich gehen, da wollen wir keinen Kaiser, keinen Bundesrat, keinen Reichstag mit den geringen Befugnissen haben, wie sie in der gegenwärtigen Verfassung enthalten sind. Es muss die Republik kommen.“

Während der Novemberrevolution 1918 galten MSPD und USPD beide als legitime Vertreter der zuvor geeinten deutschen Sozialdemokratie. Die meisten SPD-Anhänger hatten von den Hintergründen der Spaltung nichts erfahren, weil die USPD unter der Militärzensur keine Möglichkeit gehabt hatte, ihre Positionen zu veröffentlichen. Die Spartakusgruppe und Mitglieder der USPD, die für eine Räterepublik waren, kritisierten die vorgezogenen Wahlen zur Nationalversammlung und riefen ihre Anhänger zum Wahlboykott auf. Deshalb errang die von Haase geführte USPD bei den Wahlen zur Weimarer Nationalversammlung am 19. Januar 1919 nur 7,6 Prozent der Stimmen. Haase wurde in die Nationalversammlung gewählt und übernahm den Vorsitz der USPD-Fraktion. Nach Gründung der KPD sprach er sich für eine Wiedervereinigung von USPD und SPD aus und stellte sich damit gegen den radikalen USPD-Flügel, der einen Zusammenschluss mit der KPD und einen Anschluss an die Kommunistische Internationale anstrebte.

### Revolution 1918/19

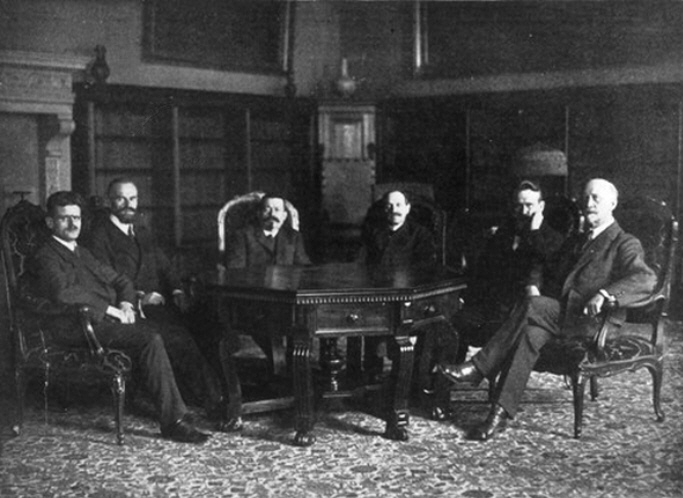
Rat der Volksbeauftragten vor dem Austritt der USPD-Mitglieder. Von links: Emil Barth (USPD), Otto Landsberg (MSPD), Friedrich Ebert (MSPD), Hugo Haase (USPD), Wilhelm Dittmann (USPD), Philipp Scheidemann (MSPD)

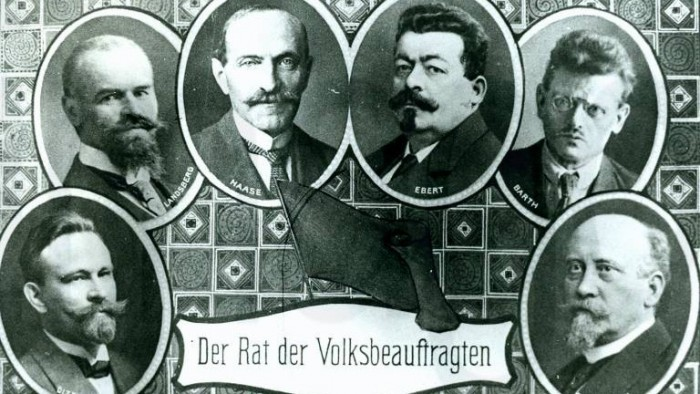
Postkarte mit dem Rat der Volksbeauftragten, November 1918

Im Zuge der Novemberrevolution bildeten die SPD-Politiker Ebert, Scheidemann und Otto Landsberg sowie die USPD-Politiker Haase, Wilhelm Dittmann und Emil Barth am 10. November 1918 eine provisorische Reichsregierung, den Rat der Volksbeauftragten. Haase übernahm deren stellvertretenden Vorsitz und das Ressort Äußeres. Da die Arbeiter- und Soldatenräte überall auf eine Einigung der beiden Parteien drängten, sah Haase keinen anderen Ausweg als eine Koalition mit Ebert. In den Koalitionsbedingungen bestand die USPD allerdings darauf, dass zunächst die Macht der Räte konsolidiert werden müsse. Im Rat der Volksbeauftragten verzichtete Haase darauf, Eberts Anspruch, die Sitzungen zu leiten und die Tagesordnung zu bestimmen, in Frage zu stellen.
Durch den Verlauf des Reichsrätekongresses am 16.–20. Dezember 1918 verloren Haase und die USPD stark an Einfluss, auch weil die linksradikalen USPD-Vertreter auf dem Kongress gegen Haases Willen die Wahlen zum Zentralrat boykottiert hatten. Vergeblich bemühte sich Haase um eine Umsetzung der Beschlüsse des Rätekongresses zur Demokratisierung der Armee (Hamburger Punkte). Haase befürwortete die von Ebert forcierten Wahlen zur Nationalversammlung, setzte sich aber auf dem Rätekongress für einen deutlich späteren Wahltermin ein, weil die Kriegsgefangenen sonst nicht teilnehmen könnten, und weil viele heimkehrende Soldaten noch keine Gelegenheit gehabt hätten, sich mit den Positionen der Parteien auseinanderzusetzen. Damit konnte er sich nicht durchsetzen.
In der Nacht vom 23. zum 24. Dezember befahlen Ebert, Scheidemann und Landsberg im Alleingang das gewaltsame Vorgehen von Regierungstruppen gegen die revolutionäre Volksmarinedivision im Berliner Schloss; es kam zu den Weihnachtskämpfen. Erstmals setzten Soldaten in einer deutschen Großstadt schwere Artillerie gegen die eigenen Landsleute ein. Am 28. Dezember verhandelte der Rat der Volksbeauftragten zusammen mit dem Zentralrat über den Vorfall. Haase warf Ebert vor, sich mit dem Militär verbündet zu haben. Mit einer Liste von detaillierten Fragen schaffte er es, den Zentralrat in wichtigen Punkten auf die Seite der USPD zu ziehen, doch in einem Punkt nicht: Der Zentralrat billigte das eigenmächtige Vorgehen Eberts, Scheidemanns und Landsbergs und ihren Auftrag an den preußischen Kriegsminister Heinrich Schëuch. Deshalb traten Haase, Dittmann und Barth in der Nacht zum 29. Dezember 1918 als Volksbeauftragte zurück. Sie erklärten: „Wir können es nicht verantworten, dass einem Vertreter des alten Gewaltsystems die Verfügung über das Leben der Mitmenschen nach seinem Belieben übertragen wird.“
Als Anfang Januar 1919 in Berlin der Spartakusaufstand begann, bemühte sich Haase gemeinsam mit Kautsky, Dittmann, Rudolf Breitscheid und Oskar Cohn tagelang um eine Vermittlung und Verhandlungslösung. Er erreichte zahlreiche Zugeständnisse der Revolutionäre, die unter anderem die Redaktion des Vorwärts besetzt hatten, aber keine Zugeständnisse bei Ebert und Noske, der inzwischen in den Rat der Volksbeauftragten nachgerückt war. Haase musste die Vermittlung ergebnislos abbrechen, weil Noske entschlossen war, die Revolutionäre durch Freikorps mit Waffengewalt niederschlagen zu lassen. Ein Untersuchungsausschuss des Preußischen Landtags bezifferte die Zahl der Todesopfer später auf 156. Nach der Ermordung von Liebknecht und Luxemburg am 15. Januar 1919 schrieb Haase an seine Cousine: „Über die Zustände in Berlin kannst Du Dir keine Vorstellung machen. Der weiße Terror wütet wie nur je unter dem zaristischen Regime… Die Landsberg, Ebert, Scheidemann, die sich als Hüter der Gesetzlichkeit aufspielen, lassen die Soldateska, die sie aus den alten Offiziers- und Unteroffizierselementen und Bourgeois-Söhnchen zusammengesetzt und verhetzt haben, schalten.“
Beim USPD-Parteitag im März 1919 kam es zu einer Kontroverse zwischen dem gemäßigten Flügel um Haase und dem von Ernst Däumig und Ledebour geführten linksradikalen Flügel. Haase setzte sich für eine Verbindung von Rätemacht und Parlament ein, konnte seine Position aber nicht durchsetzen; die Mehrheit bestand auf einem reinen Rätemodell. Bei den Wahlen zu den beiden Parteivorsitzenden bekam Haase 154, Däumig 109 Stimmen. Zur Überraschung des Parteitags nahm Haase die Wahl nicht an, weil er nicht mit Däumig zusammenarbeiten könne. Darauf verzichtete Däumig auf seine Kandidatur; an seiner Stelle wurde Arthur Crispien neben Haase gewählt.
In der Sitzung der Weimarer Nationalversammlung am 12. Mai 1919, die erstmals in Berlin in der Aula der Berliner Universität stattfand, trat Haase als einziger Redner für die Annahme des anstehenden Versailler Friedensvertrages ein. Er protestierte als Ostpreuße und als Deutscher gegen die harten Bedingungen, erkannte aber an, dass sie eine Reaktion auf die annexionistischen deutschen Kriegsziele von 1914–1918 seien. Eine Ablehnung des Vertrages, wie Reichskanzler Scheidemann sie gefordert hatte, sei nur eine trotzige Gebärde, die zu noch härteren Bedingungen führen werde. Ohnehin werde der Friedensvertrag durch die zu erwartende Weltrevolution zu Makulatur.
Nach der Niederschlagung der Münchner Räterepublik verteidigte Haase im Juli 1919 als Rechtsanwalt den Dichter und zeitweiligen bayerischen USPD-Vorsitzenden Ernst Toller vor dem Münchner Volksgericht. Toller war als Vorsitzender des Zentralrats und Kommandant einer Militäreinheit der Räterepublik des Hochverrats angeklagt. Haase erreichte, dass Toller nicht wie der kommunistische Protagonist der Räterepublik Eugen Leviné einen Monat vor ihm zum Tode verurteilt wurde, sondern mit fünf Jahren Festungshaft – angesichts der zu jener Zeit politisch aufgeheizten gesellschaftspolitischen Atmosphäre – relativ glimpflich davonkam.

### Attentat und Tod

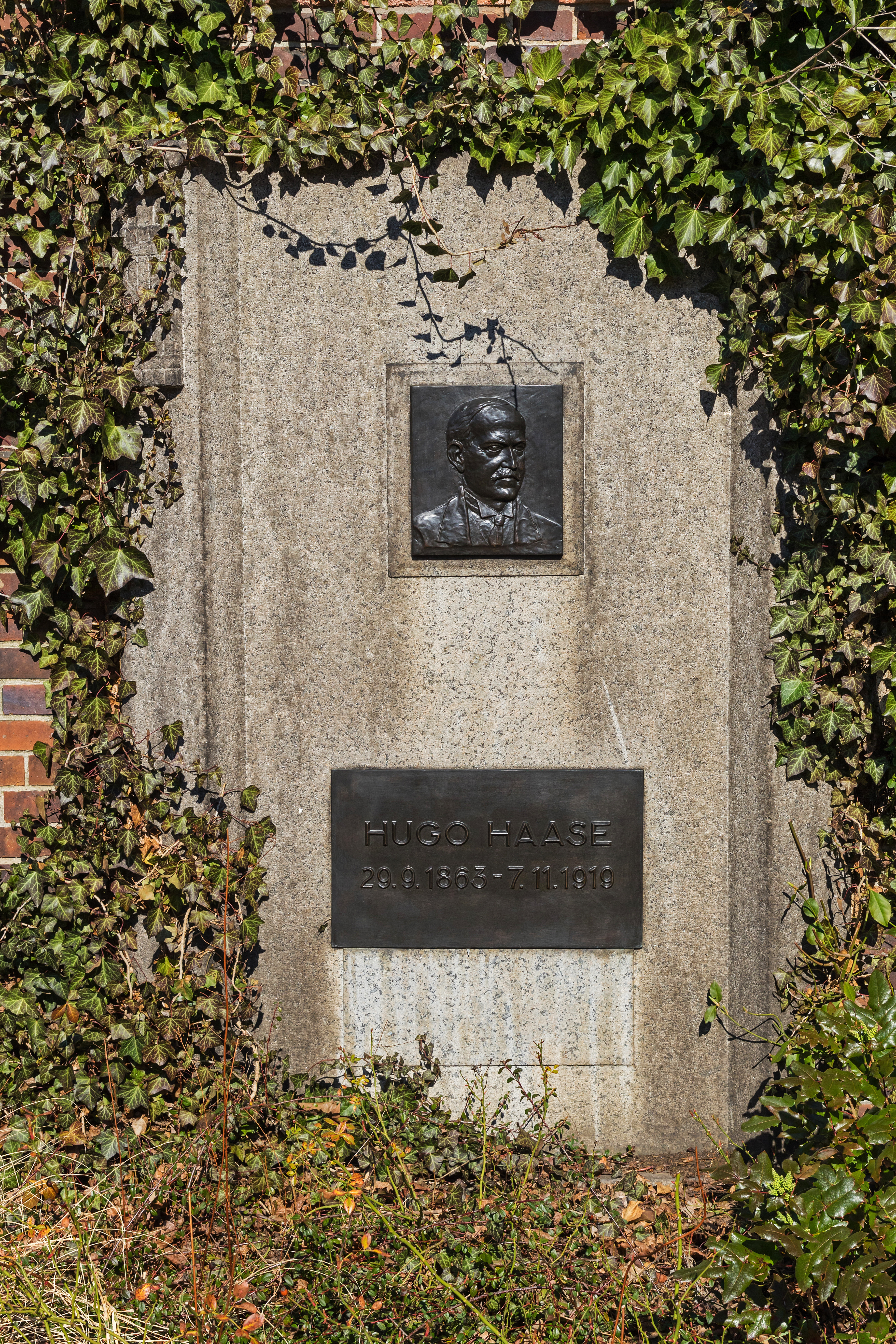
Grab von Hugo Haase auf dem Zentralfriedhof Friedrichsfelde in Berlin

Am 8. Oktober 1919 wurde Haase von dem aus Österreich stammenden Lederarbeiter Johann Voß durch Revolverschüsse an den Beinen verletzt. Der Täter wurde als angeblich geistesgestört bezeichnet und in zeitgenössischen Berichten als „armer Schwachkopf“ und „Querulant“ beschrieben. In ersten Meldungen über das Attentat hieß es, es seien zwei Schüsse auf ihn abgefeuert worden, aber „[z]um Glück [seien] die Verwundungen nicht gefährlich“. Haase selbst schilderte den Anschlag später folgendermaßen:

„Ich ging in Begleitung meiner Frau zum Reichstag und wurde durch einen Schuß, der hinter mir fiel, plötzlich aufgeschreckt. Als ich mich umwandte, sah ich in geringer Entfernung einen Mann, der erneut auf mich anlegte. Ob der erste Schuß mich schon getroffen hatte, kann ich nicht sagen. Zunächst bemerkte ich jedenfalls von einer Verwundung nichts. Um nun ein weniger gutes Ziel zu bieten, ging ich in gebückter Haltung nach der Ecke des Reichstagsgebäudes. Der Attentäter feuerte hintereinander etwa fünf bis sechs Schüsse auf mich ab. Ich war vor allem bestrebt, meine Frau in einer der Nischen des Reichstagsgebäudes vor den Kugeln des Mannes in Sicherheit zu bringen, und ging dann mit ihr, während noch weitere Schüsse fielen, in der Richtung auf das Reichstagsportal in der Sommerstraße weiter. Unterwegs brach ich jedoch zusammen. Obwohl mehrere Leute den Vorgang aus nicht allzu weiter Entfernung beobachten konnten, gelang es dem Attentäter doch, ungehindert sein Feuer auf mich zu richten. Als ich mich nach dem ersten Schuß umdrehte, bemerkte ich deutlich, wie er nach meinem Kopf zielte. Ich fühlte, daß er dadurch, daß ich mich bückte, das sichere Ziel verlor und unsicher schoß, und glaube, daß ich es nur meiner schnellen Vorsichtsmaßnahme verdanke, wenn ich vor schwereren Verletzungen bewahrt geblieben bin.“

Hugo Haase wurde ins Krankenhaus eingeliefert und war auf dem Weg der Besserung, als er am 7. November 1919 überraschend an einer Sepsis starb, die zuvor die Amputation des rechten Unterschenkels notwendig gemacht hatte. Er wurde 56 Jahre alt. Haases Leiche wurde am 11. November 1919 im engsten Familienkreis eingeäschert.
Reichskanzler Gustav Bauer richtete an Haases Witwe „ein in herzlichen Worten gehaltenes Beileidstelegramm“.
Zur Trauerfeier im Sitzungssaal des Reichstags am 13. November 1919 kamen etwa 1.200 Menschen, darunter der Vizepräsident des Reichstags Paul Löbe. Reichspräsident Friedrich Ebert war nicht darunter. Während der Trauerfeier trug der Schauspieler Alexander Moissi „ein den Toten ehrendes Gedicht“ vor, und Wilhelm Dittmann hielt die Gedächtnisrede, in der er unter anderem ausführte: „An Hugo Haase verlieren wir den großen Führer. Die Hoffnung Bebels, daß Haase das Erbe des Sozialismus bewahren werde, hat sich erfüllt. Mit sicherer Hand hat Haase das Parteischiff gesteuert.“ Während der Veranstaltung sprachen ferner Fritz Zubeil und Paul Brühl.
Haase wurde auf dem Zentralfriedhof Friedrichsfelde in Berlin-Lichtenberg beigesetzt. Die Grabstätte wurde 1951 in die neu errichtete Gedenkstätte der Sozialisten integriert und gehört seither zur Reihe der Gräber und Denkmäler an deren Ringmauer.

### Familie
Hugo Haase war mit Thea Lichtenstein (* 1869 in Ortelsburg; † 1937 in Königsberg) verheiratet. Haase schrieb ihr, wenn er auf Reisen war, zahlreiche Briefe, in denen er sie an seinen politischen Gedanken teilhaben ließ. Ernst-Albert Seils konnte einige in seiner Biografie als Quellen verwenden.
Ihr gemeinsamer Sohn, der Neurologe Ernst Haase (ein Schüler Kurt Goldsteins), arbeitete im Krankenhaus Moabit und in der Fürsorgestelle des Gesundheitsamtes Tiergarten. Er gab 1929 einige Schriften und Reden aus dem Nachlass des Vaters heraus. 1938 entzogen ihm die Nationalsozialisten die Approbation, er emigrierte über England in die USA. Dabei ging der größte Teil von Hugo Haases Nachlass verloren. Die beiden Enkeltöchter wanderten infolge der nationalsozialistischen Machtübernahme nach Palästina aus und schlossen sich einem sozialistischen Kibbuz an.

## Nachleben

### Haase im Urteil von Zeitgenossen
Luise Zietz, die mit Haase dem SPD-Vorstand angehörte, schrieb in ihren Erinnerungen über die Jahre 1913–1916:

„Jene Jahre von Bebels Tod bis zu unserem Ausscheiden aus dem Vorstand der Sozialdemokratischen Partei waren für uns beide, insbesondere aber für Haase, voller Bitternisse, das reine Martyrium. Immer wieder habe ich die Geduld und die Konzilianz unseres Genossen Haase gegenüber der Rücksichtslosigkeit und dem Banausentum, die ihm im Vorstand entgegentraten, bewundert. Alles Kleinliche und jedes Intrigantentum war unserem Haase in der Seele zuwider.“

Erich Dombrowski porträtierte Haase Ende 1918 unter dem Pseudonym Johannes Fischart in der Zeitschrift Die Weltbühne und charakterisierte ihn wie folgt:

„Ein kleiner, unscheinbarer Mensch. Einer, der scheu und gedrückt war. Ein gelbliches, runzliges Gesicht. Ein schmaler, lässig herabhängender Schnurrbart. Kleine flüchtige graue Augen, die müde Lider bis zur Hälfte beschatteten. Einer, der, mit gebeugtem Rücken, nach einer harten Jugend und sehr viel Arbeit aussah […].
Ein kluger Kopf, ein Mann von zwingender Logik und mühselig erarbeitetem großen Wissen. Und ein Mensch, der über alle bitteren Nadelstiche des Lebens ein fühlendes Herz im Leibe behalten hatte. Ihn zog es nicht nach oben. Ihn gelüstete es nicht nach gesellschaftlichem Ehrgeiz, nach Geld und wieder Geld. Er blieb unten und half den Armen. Er wurde in Königsberg der Anwalt des Proletariats, und seine Praxis wuchs von Tag zu Tag. Dabei sah er oft darüber hinweg, wenn die Honorare ausblieben […]
Sein Radikalismus imponiert. Auf den Parteitagen weiß er die Genossen zu fesseln, denn er treibt nicht, wie Ledebour, rabiate Opposition um der Opposition willen. Ihm steht die Sache höher, und stets zeigte er Verständnis für praktische Fragen, für Taktik, wenn sie nicht die Grundprinzipien berührte.“

Heinrich Ströbel schrieb im November 1919 in seinem Nachruf auf Hugo Haase:

„Haases Begabung war überwiegend analytisch. Er hatte den durchdringendsten Verstand und eine erstaunliche Fähigkeit, sich im Augenblick auf die schwierigste Lage einzustellen. Und da diese bedeutenden Eigenschaften sich mit selbstlosem Eifer für die Sache des Sozialismus und mit agitatorischer Rührigkeit verbanden, zog Haase schon früh die Aufmerksamkeit Bebels auf sich, der für die Parteileitung nach einer zuverlässigen Verstärkung des linken Flügels und einem späteren Ersatz für sich selbst ausschaute… Als Intellektueller war er gerade durch die sozialen und humanitären Ideale des Sozialismus zur Partei getrieben worden […]
An politisch-historischem Wissen und theoretischer Erkenntnis überragte er die meisten seiner Kollegen um Haupteslänge. Dazu hatte er praktischen Verstand, rasches Orientierungsvermögen und die eindringende Kenntnis der Gesetze und der Verwaltungspraxis, die dem erfahrenen Juristen eignet… Haase jedoch verstand, den Scheidemann, Ebert und Gleichgearteten seine geistige Überlegenheit durch die ungemeine Verbindlichkeit seines Auftretens erträglich zu machen. Diese Liebenswürdigkeit und Konzilianz nun… war nichts künstlich Angenommenes, nicht diplomatische Gewöhnung, sondern das echte Naturell dieser menschlich so sympathischen Persönlichkeit… Haase war ja nichts weniger als eine kühle Verstandesnatur. Mehr als einmal habe ich ihn aus seelischem Schmerz in Tränen ausbrechen sehen… Sie haben einen guten Mann begraben. Und vielleicht gilt das einer erlösten Zukunft als höchster Ruhm!“

Harry Graf Kessler charakterisierte Haase nach einer persönlichen Unterredung im Dezember 1918:

„Der überwiegende Eindruck, den Haase macht, ist der einer großen Geschmeidigkeit bei fundamentaler Härte; die eiserne Faust im Gummihandschuh. Ein kleiner, verbissener, etwas jesuitischer Jude mit klugen, harten Augen.“

Haase wurde als Opfer der durch den Ersten Weltkrieg verursachten Umwälzungen gesehen:

„Der Tod hält furchtbare Ernte. Nach Karl Liebknecht, Kurt Eisner, Rosa Luxemburg nun auch Hugo Haase! Und sein Tod ist sinnlos-grausamer als der der anderen. Denn sie fielen wie Soldaten als Opfer der furchtbaren Verschärfung des Klassenkampfes. Ihn hat ein armer Kranker getötet, ein blinder Zufall hinweggerafft. Und doch ist mittelbar auch Haase ein Opfer der Umwälzungen unserer Zeit: ein Opfer des Krieges, der die Welt aus den Fugen gebracht hat.“

### Hugo Haase im Urteil von Historikern
Die Politik des Rates der Volksbeauftragten 1918 einschließlich der Politik Haases kritisiert Arthur Rosenberg: Die Sozialdemokraten hätten ihre Tätigkeit auf die Gebiete konzentriert, „auf denen auch die Interessen der alten deutschen Sozialdemokratie lagen“ – namentlich Sozialpolitik und Wahlrecht, andere Gebiete dagegen „entweder ignoriert oder nur zaghaft und unzulänglich angefasst“.
Erich Matthias schließt sich diesem Urteil an: „Nichts vermochte besser die attentistische Politik der Volksbeauftragten zu rechtfertigen als die Berufung auf die noch ausstehende Entscheidung des ganzen Volkes.“ Die Haltung von Haase und Dittmann zur Nationalversammlung habe sich nur unwesentlich von der Eberts und Scheidemanns unterschieden. SPD und USPD hätten beide „in traditionalistischen Vorstellungen“ verharrt. Das Ausscheiden der USPD aus dem Kabinett sei „weitgehend wahltaktisch-agitatorisch bedingt“ gewesen und lasse sich „als bequemes Ausweichen in den unverbindlichen formalen Radikalismus der alten Sozialdemokratie interpretieren“.
Sein Biograf Kenneth Calkins begründet die Vernachlässigung Haases in der Literatur damit, „dass Hugo Haase auf einem verlorenen Posten stand. Er trat an die Spitze der Sozialdemokratischen Partei Deutschlands, als diese bereits vor dem Zerfall stand, und weigerte sich selbst angesichts der tiefgreifenden Folgen des Krieges und der Revolution, die traditionellen Grundsätze der Partei aufzugeben. Zu ihrer Verteidigung widersetzte er sich seinen Kollegen in der Parteiführung und trug dann in maßgebender Weise zur Spaltung der Partei bei. Die USPD, die aus dieser Spaltung hervorging, war größtenteils seine Schöpfung … und brach kurz nach Haases Tod zusammen. Wie Haase hinterließ auch die von ihm gegründete Partei keine organisierten Erben, denen etwas daran gelegen gewesen wäre, beider Andenken lebendig zu erhalten.“ Über Haases Rolle in der SPD ab 1911 schreibt Calkins: „Mit seiner theoretischen Denkweise stand er einer Mehrheit von praktisch denkenden Politikern und Bürokraten gegenüber, die sich um Ebert scharten… Als Mitvorsitzender der Partei wollte Haase über den Fraktionen stehen… Auf diesen Umstand und seine isolierte Stellung im Vorstand ist es zurückzuführen, daß sich seine Rolle in der Partei in der unmittelbaren Vorkriegszeit nicht genau skizzieren läßt.“
Dieter Groh resümiert über Haases Rolle als SPD-Vorsitzender vor dem Krieg: „Auch Haase brachte weder die [vom linken Flügel] erwünschte Stärkung der Bebelschen Linie gegenüber der bürokratischen Mehrheit des Parteivorstandes, noch hatte er genügend Autorität, um sich gegenüber Ebert durchzusetzen – besonders nach dessen Wahl zum Nachfolger Bebels im Herbst 1913. Durch Bebels Tod verlor Haase seinen stärksten Rückhalt, da ihm das Selbstvertrauen eines Bebel, eines Ebert oder der alten Vorstandsmitglieder fehlte. Außerdem war er nur Verlegenheitskandidat einer Partei, die mehr als je in ihrer Geschichte über Strategie und Endziel uneins war.“
Sein Biograf Ernst-Albert Seils schätzt Haases Einfluss auf die später von Gustav Radbruch und anderen Juristen unternommenen Vorstöße zu einer Strafrechtsreform hoch ein. Auch den Einfluss Haases und seiner USPD-Getreuen Dittmann, Kurt Eisner und Ewald Vogtherr auf den Ausbruch der Novemberrevolution sieht Seils als bedeutend an, da u. a. in München, Hamburg und Stuttgart die revolutionären Ereignisse direkt auf Kundgebungen der Genannten folgten, auf denen die Redner gefordert hatten, die „Kriegspartei“ zu entmachten.
Joachim Käppner vergleicht die „feindlichen Brüder“ Haase und Ebert. Über Haase sagt er: „Er hat nicht die beste Rednerstimme, aber seine Reden vermögen tausende zu fesseln, sein Kapital sind Glaubwürdigkeit und Gerechtigkeitssinn. Und er ist die gewinnendere, charismatischere Persönlichkeit als Ebert.“ Über ihren großen Streit in der Kriegsfrage sagt er: „Ebert verfügt dabei über die stärkeren Bataillone. Er hat die klare Mehrheit der Partei hinter sich, Hugo Haase aber den stärkeren Glauben, die klareren Prinzipien… Haase ist furchtloser, Ebert geschickter, vor allem in der Politik hinter den Kulissen… Haase wird der Macht misstrauen und auf die Gemeinschaft der Überzeugten setzen; Ebert misstraut den Emotionen eben dieser Gemeinschaft und versammelt Macht, um sich und das Land notfalls davor zu schützen… Viele hassen ihn [Haase]. Aber Haase hasst nicht zurück, er hofft. Auf die Vernunft, den Fortschritt, die Einsicht. (…) Haase, ein Meister des Rationalen, begreift die Abgründe des Irrationalismus nicht.“

## Ehrungen
Von August 1945 bis April 1953 war eine Straße in Leipzig, die heutige Erich-Weinert-Straße, nach Haase benannt. Heute existieren Hugo-Haase-Straßen oder -Wege in Nürnberg, Strehla, Südharz, Weimar, Winsen (Luhe) und Zwenkau.
Im Willy-Brandt-Haus in Berlin ist Hugo Haase in der Galerie der SPD-Führer vertreten.

## Veröffentlichungen
- Koalitionsrecht und Erpressung. In: Die Neue Zeit. Wochenschrift der deutschen Sozialdemokratie. 20. Jg., 1901–1902, 2. Band (1902), Heft 11=37, S. 329–335. Digitalisat FES
- Reichstagsreden gegen die deutsche Kriegspolitik. Neues Vaterland Berger & Co, Berlin 1919. Digitalisat Staatsbibliothek zu Berlin